# Sasa ramosa
La Sasa ramosa (en japonès azuma zasa) és una espècie de bambú, del gènere Sasa de la família de les poàcies, ordre de les poals, subclasse Commelinidae, classe Liliopsida, divisió Magnoliophyta. D'origen japonès, creix de manera natural a Honshū, Kyūshū i Shikoku, on pot arribar a cobrir els cims d'algunes muntanyes  Arxivat 2009-03-10 a Wayback Machine..
Es tracta d'una espècie de bambú nan (rarament fa més de 80 centímetres), amb un fullatge daurat i flexible que ofereix ondulacions magnífiques sota el vent. Acostuma a fer-se en el sota-bosc; molt resistent, suporta bé el sol, la sequera i temperatures fins a -20 °C. El seu fàcil cultiu ofereix diverses possibilitats: en test o a terra, en talús, en massís o com a tanca. És molt eficaç en la fixació de talussos.

## Sinònims
Donada les incerteses en la classificació taxonòmica dels bambús, aquesta planta s'ha descrit com a pertanyent a altres gèneres, i amb altres noms que han esdevingut sinònims. En un futur proper, les anàlisis d'ADN permetran d'elaborar un nou quadre taxonòmic pels bambús.
- Arundinaria ramosa (Mak.) Mak.
- Arundinaria vagans Gamble
- Bambusa ramosa Makino
- Pleioblastus sawadae Makino
- Pleioblastus viridistriatus "Vagans" (Sieb.) Makino
- Sasa okadana Makino
- Sasaella okadana (Makino) Makino
- Sasaella sawadae (Makino) Makino